# Tokeitai
La Tokeitai (giapponese:特警隊, Tokkeitai, abbreviazione per 特別警察隊 Tokubetsu-keisatsu-tai, "Corpo di Polizia Speciale") era la polizia militare della marina imperiale giapponese, l'equivalente della Kempeitai dell'esercito imperiale giapponese. Numericamente meno consistente, adottava gli stessi metodi brutali della Kempeitai, ed era stata formata anche per limitare l'influenza della Kempeitai sul personale della marina imperiale.